# Karl Gruber (Politiker, 1908)
Karl Gruber (* 3. November 1908 in Wien; † 16. September 1958 in Wien) war ein österreichischer Politiker der Österreichischen Volkspartei (ÖVP).

## Ausbildung und Beruf
Nach dem jeweils vierjährigen Besuch der Volks- und Hauptschule und dem dreijährigen Besuch einer Fachschule lernte er den Friseur-Beruf. 1930 wurde er selbständig und später Berufsschullehrer.

## Politische Funktionen
- 1950: Innungsmeister der Friseure Wiens
- 1955: Landesgruppenobmann-Stellvertreter des Österreichischen Wirtschaftsbunds (ÖWB) Wien

Er war auch Kammerrat der Sektion Gewerbe der Kammer der gewerblichen Wirtschaft.

## Politische Mandate
- 8. Juni 1956 bis zu seinem Tod am 16. September 1958: Abgeordneter zum Nationalrat (VIII. Gesetzgebungsperiode), ÖVP